# Trifecta

Lista de una trifecta.

En la terminología de las carreras de caballos, una trifecta es un tipo de apuesta deportiva en la que el apostante debe acertar los caballos que finalizarán la carrera en primer, segundo y tercer lugar, en el orden exacto. El término viene de otro tipo de apuestas, «perfecta», en la que se debe acertar el primer y segundo caballo de la carrera.
En Francia y Hong Kong, una trifecta es conocida como una  «tiercé».
Trifecta se usa también cuando se describe una anotación de tres puntos a la vez.